# Hermann Pribyll
Hermann Pribyll (ur. 25 września 1905, zm. 28 maja 1947 w Landsberg am Lech) – zbrodniarz hitlerowski, członek załogi obozu koncentracyjnego Mauthausen-Gusen i SS-Oberscharführer (nr identyfikacyjny w SS: 322242).
Członek Waffen-SS od września 1939. Kierownik wydziału odpowiedzialnego za pracę więźniów (Arbeitseinsatzführer) w podobozie KL Mauthausen – Ebensee od lutego 1942 do maja 1945.
Pribyll został skazany w procesie załogi Mauthausen-Gusen (US vs. Johann Altfuldisch i inni) przez amerykański Trybunał Wojskowy w Dachau na karę śmierci. Wyrok wykonano przez powieszenie w więzieniu Landsberg 28 maja 1947.